# Auvare
 (septembre 2009).
Auvare (en italien Auvara ; en occitan local Auvara (classique) / Auvaro (mistralienne) [ɔwvˈarʌ] ) est une commune française située dans le département des Alpes-Maritimes, en région Provence-Alpes-Côte d'Azur.

## Géographie
La commune est à 3,2 km de Puget-Rostang, 6,2 de Puget-Théniers et 13,3 de Entrevaux.

### Géologie et relief
La commune se compose de 1 795,84 hectares de forêts et milieux semi-naturels (99,99 %).
Espaces naturels :
- Un espace protégé Natura 2000 :

Massif du Lauvet d'Ilonse et des Quatre Cantons - Dome de Barrot - Gorges du Cians.
- Une zone naturelle d'intérêt écologique, faunistique et floristique (Znieff) :

Dôme de Barrot - Tête de la Colombière - Mont Mayola - La Roudoule.

### Climat
Pour des articles plus généraux, voir Climat de Provence-Alpes-Côte d'Azur et Climat des Alpes-Maritimes.
En 2010, le climat de la commune est de type climat méditerranéen altéré, selon une étude du Centre national de la recherche scientifique s'appuyant sur une série de données couvrant la période 1971-2000. En 2020, Météo-France publie une typologie des climats de la France métropolitaine dans laquelle la commune est exposée à un climat de montagne ou de marges de montagne et est dans la région climatique Var, Alpes-Maritimes, caractérisée par une pluviométrie abondante en automne et en hiver (250 à 300 mm en automne), un très bon ensoleillement en été (fraction d’insolation > 75 %), un hiver doux (8 °C) et peu de brouillards.
Pour la période 1971-2000, la température annuelle moyenne est de 10,8 °C, avec une amplitude thermique annuelle de 16,5 °C. Le cumul annuel moyen de précipitations est de 1 145 mm, avec 6,6 jours de précipitations en janvier et 5,8 jours en juillet. Pour la période 1991-2020, la température moyenne annuelle observée sur la station météorologique de Météo-France la plus proche, « Ascros », sur la commune d'Ascros à 11 km à vol d'oiseau, est de 10,8 °C et le cumul annuel moyen de précipitations est de 930,1 mm. 
La température maximale relevée sur cette station est de 34,4 °C, atteinte le 18 juillet 2023 ; la température minimale est de −10,7 °C, atteinte le 28 février 2018,,.
Les paramètres climatiques de la commune ont été estimés pour le milieu du siècle (2041-2070) selon différents scénarios d'émission de gaz à effet de serre à partir des nouvelles projections climatiques de référence DRIAS-2020. Ils sont consultables sur un site dédié publié par Météo-France en novembre 2022.

## Urbanisme

### Typologie
Au 1er janvier 2024, Auvare est catégorisée commune rurale à habitat très dispersé, selon la nouvelle grille communale de densité à 7 niveaux définie par l'Insee en 2022.
Elle est située hors unité urbaine. Par ailleurs la commune fait partie de l'aire d'attraction de Nice, dont elle est une commune de la couronne,. Cette aire, qui regroupe 100 communes, est catégorisée dans les aires de 200 000 à moins de 700 000 habitants,.

### Occupation des sols
L'occupation des sols de la commune, telle qu'elle ressort de la base de données européenne d’occupation biophysique des sols Corine Land Cover (CLC), est marquée par l'importance des forêts et milieux semi-naturels (100 % en 2018), une proportion identique à celle de 1990 (100 %). La répartition détaillée en 2018 est la suivante :
milieux à végétation arbustive et/ou herbacée (52,7 %), espaces ouverts, sans ou avec peu de végétation (25,9 %), forêts (21,3 %).
L'évolution de l’occupation des sols de la commune et de ses infrastructures peut être observée sur les différentes représentations cartographiques du territoire : la carte de Cassini (XVIIIe siècle), la carte d'état-major (1820-1866) et les cartes ou photos aériennes de l'IGN pour la période actuelle (1950 à aujourd'hui).

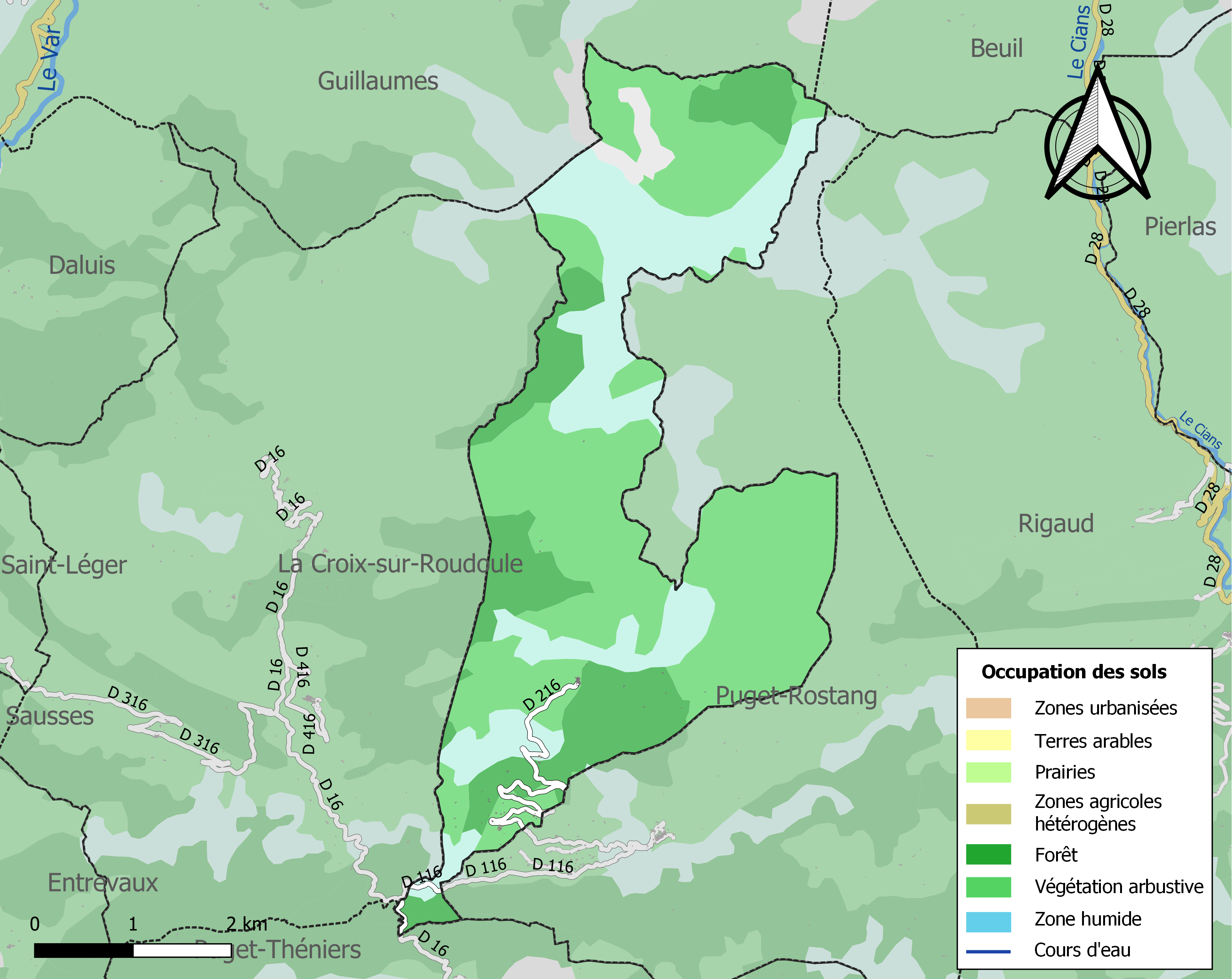
Carte de l'occupation des sols de la commune en 2018 (CLC).

### Voies de communications et transports

#### Voies routières
La commune est à 3,2 km de Puget-Rostang, 6,2 de Puget-Théniers par la D116 et 13,3 d'Entrevaux D416/D402.

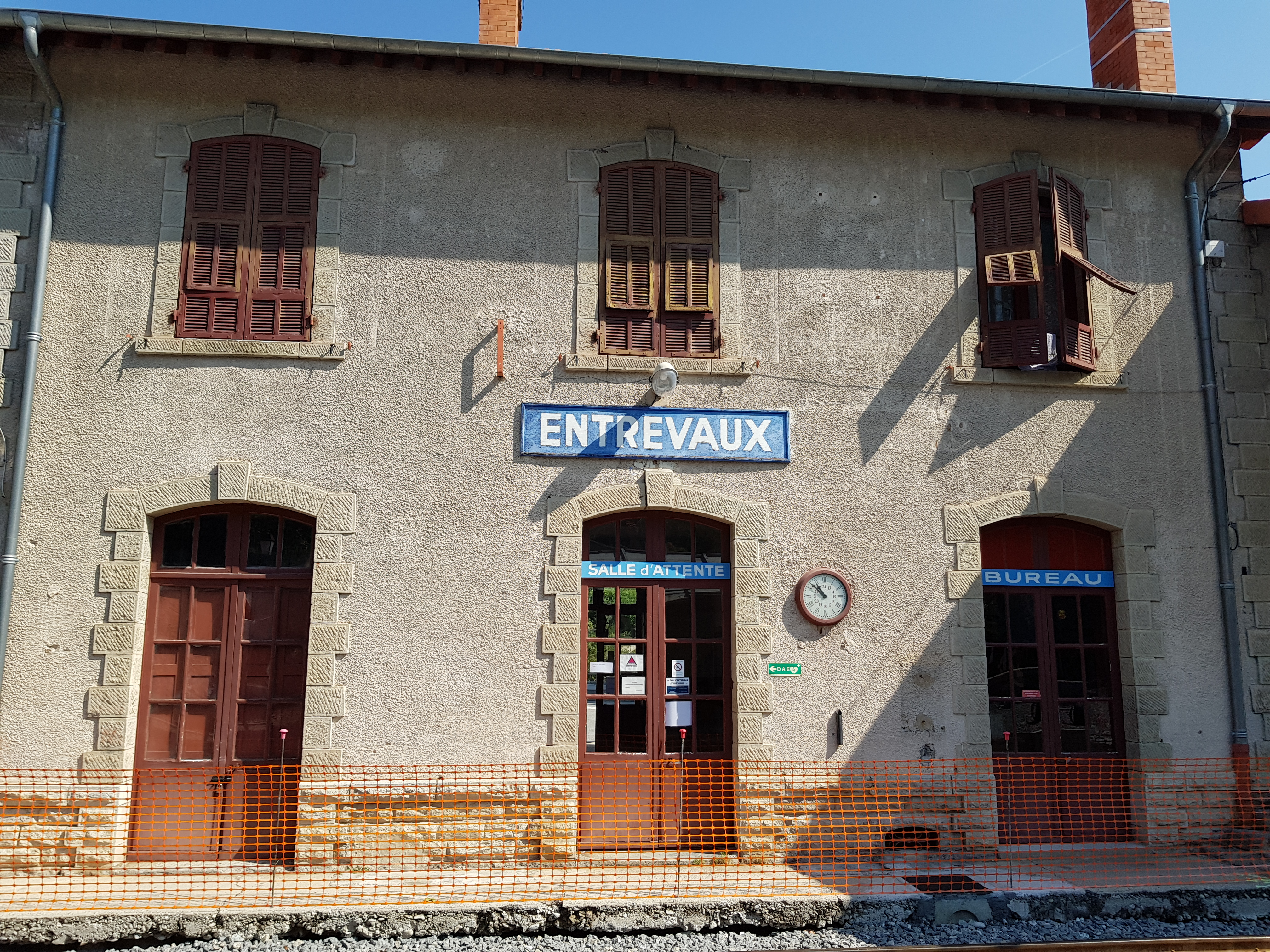
Gare d'Entrevaux.

#### Transports en commun
- Réseau de transport régional Zou ![19].

#### Lignes SNCF
- Gare d'Entrevaux[20].

## Toponymie
Le nom de la localité est attesté sous la forme de Azoara vers 1200, Adhoara en 1330, Auvara au XVIe siècle.
Auvara en occitan.
Le nom Auvare ou Auvara dans le parler local serait d'origine ligure (Azoara), des tribus de montagnards Ligures qui ont laissé des traces de leur existence.

## Histoire
Après la conquête romaine (achevée en 14 av. J.-C.), Auguste organise les Alpes en provinces. Le territoire de l’actuelle commune d’Auvare dépend de la province des Alpes-Maritimes et est rattaché à la civitas de Glanate (Glandèves). À la fin de l’Antiquité, le diocèse de Glandèves reprend les limites de cette civitas.
La vallée de la Roudoule est conquise par les armées révolutionnaires françaises en octobre 1792. La région est annexée par décret le 31 janvier de l'année suivante, confirmé par le traité de Paris (1796). La Révolution est semble-t-il bien accueillie, puisqu'un arbre de la liberté est planté et subsiste jusqu'à la restauration de l'État savoyard, en 1814. Celui-ci s'empresse de le faire arracher, en facturant les frais d'arrachage à la communauté d'Auvare.

## Politique et administration
| Période                                  | Période   | Identité             | Étiquette | Qualité                     |
| ---------------------------------------- | --------- | -------------------- | --------- | --------------------------- |
| Les données manquantes sont à compléter. |           |                      |           |                             |
| 1892                                     |           | François Dalmas      |           |                             |
| 1900                                     |           | Antoine Baud         |           |                             |
| 1912                                     |           | Séraphin Baret       |           |                             |
| 1919                                     |           | Paul Laugier         |           |                             |
| 1925                                     |           | Jules Baud           |           |                             |
| 1943                                     |           | Félix Martin         |           |                             |
| 1947                                     |           | Charles-Marius Lions |           |                             |
| 1953                                     |           | Marcel Jourdan       |           |                             |
| 1977                                     | mars 2008 | Clément Jourdan      | DVD       |                             |
| mars 2008                                | En cours  | Bernadette Drogoul   | DVD       | Ancien cadre. Fonctionnaire |

Depuis le 1er janvier 2014, Auvare fait partie de la communauté de communes Alpes d'Azur. Elle était auparavant membre de la communauté de communes des vallées d'Azur, jusqu'à la disparition de celle-ci lors de la mise en place du nouveau schéma départemental de coopération intercommunale.

### Budget et fiscalité 2023
En 2023, le budget de la commune était constitué ainsi :
- total des produits de fonctionnement : 102 000 €, soit 2 676 € par habitant ;
- total des charges de fonctionnement : 68 000 €, soit 1 790 € par habitant ;
- total des ressources d'investissement : 108 000 €, soit 2 837 € par habitant ;
- total des emplois d'investissement : 58 000 €, soit 1 519 € par habitant ;
- endettement : 3 000 €, soit 68 € par habitant.

Avec les taux de fiscalité suivants :
- taxe d'habitation : 9,95 % ;
- taxe foncière sur les propriétés bâties : 13,62 % ;
- taxe foncière sur les propriétés non bâties : 10,49 % ;
- taxe additionnelle à la taxe foncière sur les propriétés non bâties : 0,00 % ;
- cotisation foncière des entreprises : 0,00 %.

Chiffres clés Revenus et pauvreté des ménages en 2021 : médiane en 2021 du revenu disponible, par unité de consommation.

## Population et société

### Démographie

#### Évolution démographique
L'évolution du nombre d'habitants est connue à travers les recensements de la population effectués dans la commune depuis 1793. Pour les communes de moins de 10 000 habitants, une enquête de recensement portant sur toute la population est réalisée tous les cinq ans, les populations de référence des années intermédiaires étant quant à elles estimées par interpolation ou extrapolation. Pour la commune, le premier recensement exhaustif entrant dans le cadre du nouveau dispositif a été réalisé en 2006.

En 2022, la commune comptait 50 habitants, en évolution de +56,25 % par rapport à 2016 (Alpes-Maritimes : +2,85 %, France hors Mayotte : +2,11 %).
| 1793 | 1800 | 1806 | 1822 | 1838 | 1848 | 1858 | 1861 | 1866 |
| ---- | ---- | ---- | ---- | ---- | ---- | ---- | ---- | ---- |
| 121  | 101  | 123  | 134  | 134  | 129  | 105  | 118  | 117  |

| 1872 | 1876 | 1881 | 1886 | 1891 | 1896 | 1901 | 1906 | 1911 |
| ---- | ---- | ---- | ---- | ---- | ---- | ---- | ---- | ---- |
| 126  | 140  | 126  | 107  | 90   | 91   | 102  | 77   | 93   |

| 1921 | 1926 | 1931 | 1936 | 1946 | 1954 | 1962 | 1968 | 1975 |
| ---- | ---- | ---- | ---- | ---- | ---- | ---- | ---- | ---- |
| 83   | 76   | 66   | 62   | 29   | 15   | 10   | 13   | 14   |

| 1982 | 1990 | 1999 | 2006 | 2011 | 2016 | 2021 | 2022 | - |
| ---- | ---- | ---- | ---- | ---- | ---- | ---- | ---- | - |
| 36   | 37   | 44   | 53   | 46   | 32   | 44   | 50   | - |

## Économie

### Entreprises et commerces

#### Agriculture- élevage
- Élevage d'ovins et de caprins.

La principale ressource économique est l'élevage ovin.

#### Tourisme
- Hébergements et restauration à Puget-Rostang, Puget-Théniers.

#### Commerces
- Commerces et services de proximité[32] à Puget-Théniers, Castellet-lès-Sausses, Entrevaux, Guillaumes.

## Culture locale et patrimoine

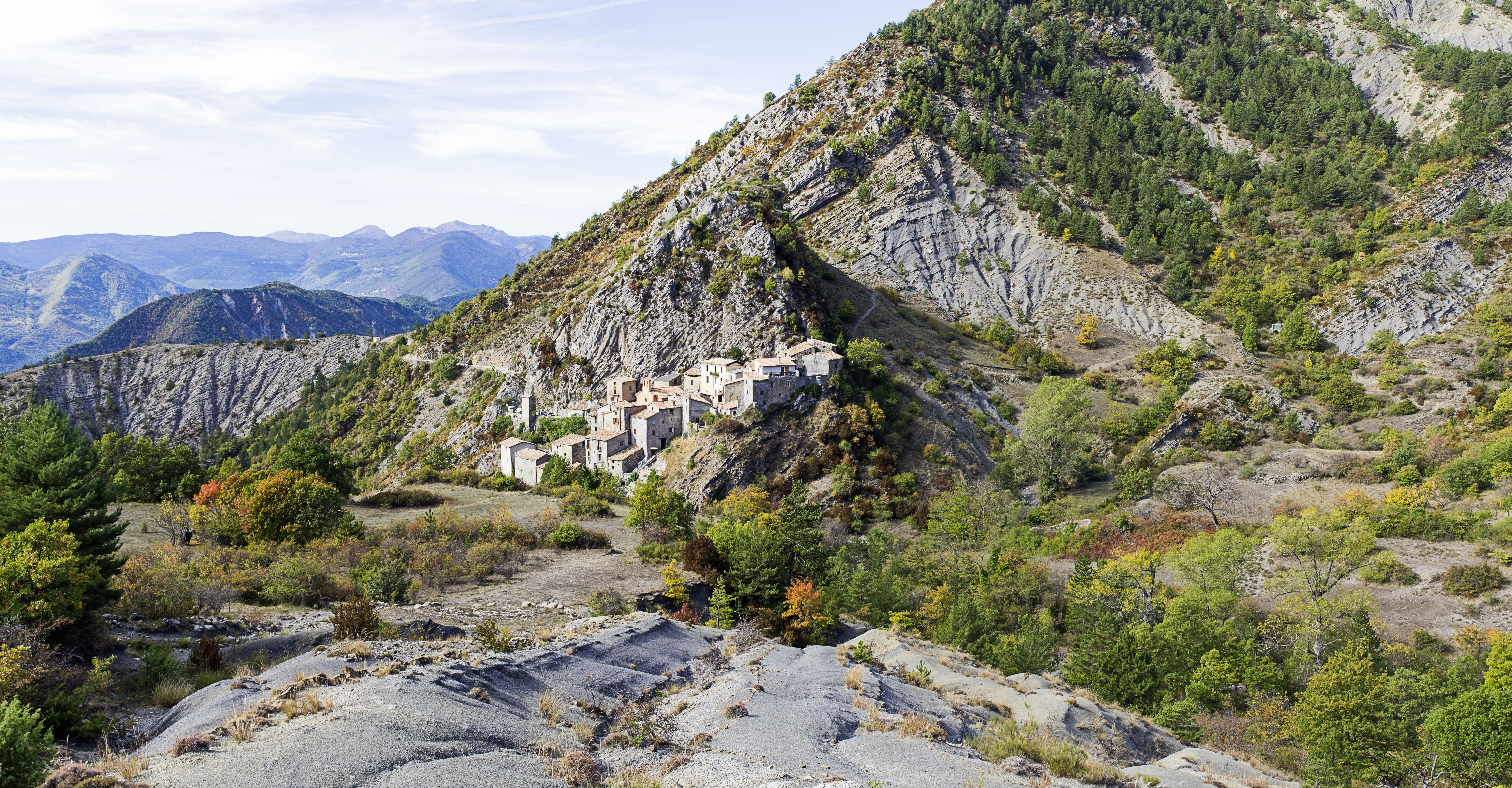
Village d'Auvare.
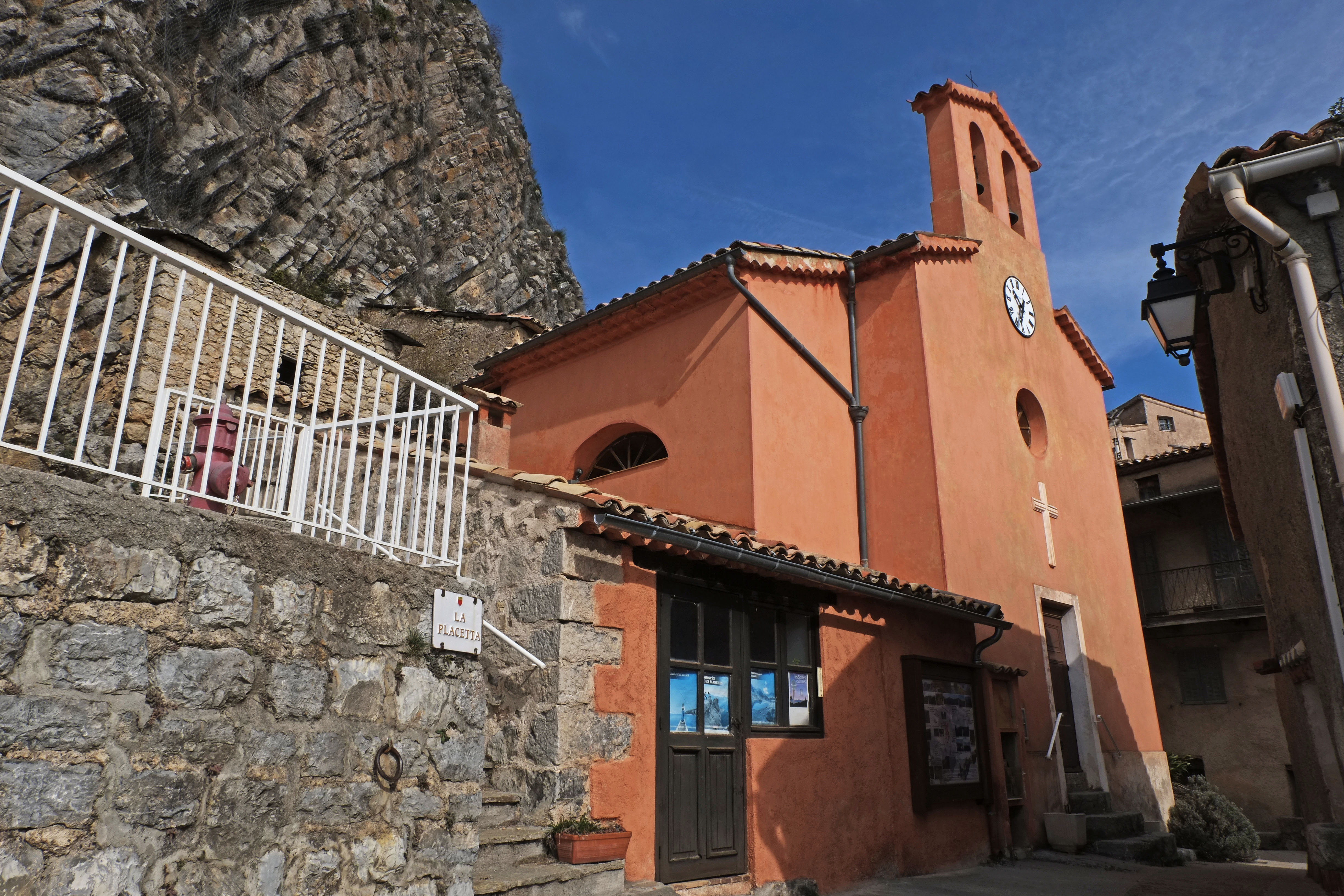
Église Saint-Pierre d'Auvare.

### Lieux et monuments
- Ruines d’un château, mentionné en 1252[33] sur le rocher dominant le village.

Calvaire.
L'ancienne porte de ville dans le système défensif.
- Église Saint-Pierre d'Auvare[34], construite sur les restes de la chapelle de la Sainte Vierge à la fin du XIXe siècle.
- Bergerie.

Enceinte en pierres sèches de type pastoral,, .
- Plaque commémorative[38].

## Héraldique
| Blason de Auvare | Blason  | De gueules au chef d'or.                         |
| Blason de Auvare | Détails | Le statut officiel du blason reste à déterminer. |